# Субтропічні ліси острова Норфолк
Субтропічні ліси острова Норфолк (ідентифікатор WWF: AA0114) — австралазійський екорегіон тропічних та субтропічних вологих широколистяних лісів, розташований на острові Норфолк в Тихому океані.

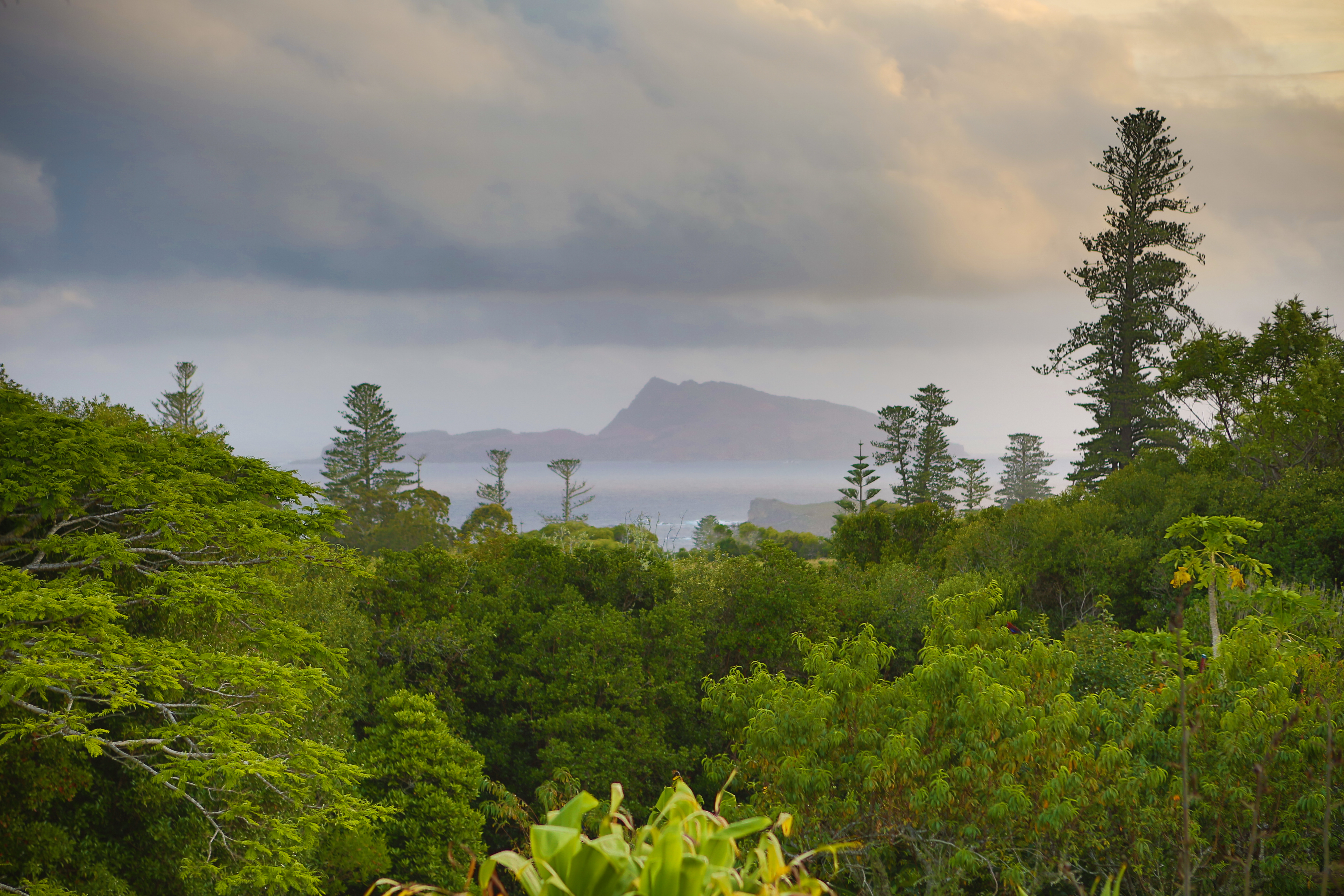
Ліс на острові Норфолк

## Географія
Екорегіон субтропічних лісів острова Норфолк охоплює групу островів Норфолк, розташовану в Тихому океані, приблизно за 1370 км на схід від австралійського континенту, за 680 км на південь від Нової Каледонії та за 740 км на північний захід від Нової Зеландії. Архіпелаг включає головний острів Норфолк площею 34,6 км², а також менші острови Непін та Філліп, розташовані південніше. Адміністративно острів Норфолк є зовнішньою територією Австралії.
Острів Норфолк є найвищою вершиною підводного Норфолцького хребта, який простягається від Нової Зеландії до Нової Каледонії. Він є частиною континенту Зеландія — фрагменту стародавнього суперконтиненту Гондвана. Зеландія відокремилася від Австралії 85-60 мільйонів років тому, однак була майже повністю затоплена водами Тихого океану приблизно 23 мільйони років тому. Вулканічні острови Норфолк та Філліп утворилися у пліоцені, близько 3 мільйонів років тому, однак з того часу піддалися значній ерозії. Їх основу складають переважно базальти, а найвищими вершинами є гори Бейтс та Пітт заввишки 319 і 216 м відповідно, розташовані на північному заході Норфолку. Натомість острів Непін складається переважно з вапняків і підіймається лише на 30 м над рівнем моря.

## Клімат
В межах екорегіону домінує вологий субтропічний клімат (Cfa за класифікацією кліматів Кеппена), який характеризується теплим, вологим літом та дуже м'якою, дощовою зимою. Середня літня температура в регіоні становить 24-25 °C, а середня зимова температура — 18,5 °C. Середньорічна кількість опадів становить приблизно 1375 мм, пік яких припадає на зиму.

## Флора
У 1774 році, на момент відкриття Норфолку європейцями, острів був майже повністю вкритий мішаними субтропічними лісами, хоча на стрімких скелястих схилах та найвищих гірських вершинах були поширені субальпійські чагарники та луки, на яких переважав новозеландський льон (Phormium tenax). У субтропічних лісах основу лісового намету складали широколистяні дерева заввишки 20-30 м, над якими подекуди підіймалися емерджентні норфолцькі араукарії (Araucaria heterophylla) заввишки до 60 м. На відкритих ділянках зустрічалися чисті насадження норфолцьких араукарій (Araucaria heterophylla), а у вологих районах були поширені зарості майже ендемічних норфолцьких пальм (Rhopalostylis baueri), норфолцьких деревоподібних папоротей (Sphaeropteris excelsa) і південних деревоподібних папоротей (Alsophila australis). У густому підліску були поширені різноманітні ліани, а серед лісової підстилки — папороті.
Острів Норфолк розташований достатньо близько до інших масивів суходолу, щоб на нього могли потрапляти нові види рослин та тварин, однак достатньо ізольований, щоб ці колоністи з часом еволюціонували у ендемічні таксони. Флора екорегіону демонструє спорідненість з флорою Нової Каледонії та Нової Зеландії, а також, меншою мірою, з флорою Австралії. Загалом на острові зростає 174 види місцевих рослин, з яких 51 вид є ендемічним. Хоча норфолцька араукарія (Araucaria heterophylla), символ острова, зображений на його прапорі, залишається доволі поширеним видом, принаймні 18 інших ендемічних видів є рідкісними або перебувають під загрозою зникнення.

## Фауна
Орнітофауна відносно невеликого та ізольованого океанічного острова Норфолк є не дуже різноманітною, однак характеризується дуже високим рівнем ендемізму. Вона демонструє високу спорідненість з орнітофауною Нової Зеландії та Нової Каледонії. Серед наземних птахів, поширених на острові, слід відзначити довгодзьобих голубів-зеленокрилів (Chalcophaps longirostris), австралійських боривітрів (Falco cenchroides), австралійських ластівок (Hirundo neoxena) та сивоспинних окулярників (Zosterops lateralis), а також ендемічних норфолцьких какарікі (Cyanoramphus cookii), острівних ріроріро (Gerygone modesta), острівних тоутоваї (Petroica multicolor) та тонкодзьобих окулярників (Zosterops tenuirostris). Крім того, ендеміками екорегіону є підвиди деяких видів птахів, зокрема священних альціонів (Todiramphus sanctus norfolkiensis), золотистих свистунів (Pachycephala pectoralis xanthoprocta) та сизих віялохвісток (Rhipidura albiscapa pelzelni). На безлюдних островах Непін і Філліп гніздяться численні морські птахи, зокрема жовтодзьобі сули (Sula dactylatra), австралійські сули (Morus serrator), червонохвості фаетони (Phaethon rubricauda), сірокрилі крячки (Anous albivitta), атолові крячки (Anous minutus), бурі крячки (Anous stolidus), строкаті крячки (Onychoprion fuscatus), кермадецькі тайфунники (Pterodroma neglecta), клинохвості буревісники (Ardenna pacifica), каприкорнові буревісники-крихітки (Puffinus assimilis), а також майже ендемічні тайфунники Соландра (Pterodroma solandri) та макаулійські тайфунники (Pterodroma cervicalis).
Внаслідок масової вирубки лісів, полювання і хижацтва з боку інтродукованих тварин, таких як коти, пацюки, лисиці, свині та кози, а також внаслідок конкуренції з інтродукованими птахами, такими як чорні дрозди (Turdus merula) та червоні розели (Platycercus elegans), вимерло багато видів та підвидів птахів, які колись були поширені на Норфолку. Серед таких видів слід відзначити ендемічних норфолцьких голубів (Pampusana norfolkensis) і скельних несторів (Nestor productus), майже ендемічних норфолцьких шпаків-малюків (Aplonis fusca), а також ендемічних підвидів новозеландського пінона (Hemiphaga novaeseelandiae spadicea), довгохвостого оругеро (Lalage leucopyga leucopyga) та мінливоперого дрозда (Turdus poliocephalus poliocephalus). Ендемічні норфолцькі окулярники (Zosterops albogularis) не спостерігалися з 1980 року, та, ймовірно, вимерли, однак деякі науковці сподіваються, що невелика популяція цих птахів досі існує у віддалених частинах національного парку. Ендемічний підвид сови морепорка Ninox novaeseelandiae undulata вимер наприкінці XX століття, однак на острові продовжує існувати популяція гібридних нащадків останньої самиці норфолцького морепорка (N. n. undulata) та новозеландських морепорків (N. n. novaeseelandiae).
Єдиними наземними ссавцями, поширеними на острові Норфолк, є лилики Гульда (Chalinolobus gouldii). Герпетофауна екорегіону включає два види майже ендемічних плазунів — лорд-гавського гекона (Christinus guentheri) та лорд-гавського сцинка (Oligosoma lichenigerum), які також поширені на острові Лорд-Гав, розташованому на півшляху між островом Норфолк та Австралією. Амфібії на Норфолці відсутні. Серед безхребетних тварин, поширених в екорегіоні, слід відзначити майже ендемічного норфолцького махаона (Papilio amynthor) та близько 40 ендемічних видів равликів.

## Збереження
Археологічні свідчення вказують на те, що у XIII-XIV століттях острів Норфолк був колонізований полінезійцями, однак до моменту відкриття острова британською експедицією на чолі з капітаном Джеймсом Куком у 1774 році люди його покинули. Британці кілька разів намагалися колонізувати острів, і остаточно він був заселений у 1856 році. Станом на 2021 рік на Норфолку проживало 2188 людей.
Більша частина природної рослинності на острові Норфолк була знищена за останні століття та перетворена на пасовища та інші сільськогосподарські угіддя. Залишилася лише одна невелика ділянка лісу площею приблизно 5 км², яка була оголошена Національним парком острова Норфолк у 1986 році. У цьому лісі зустрічаються норфолцькі араукарії (Araucaria heterophylla), норфолцькі деревоподібні папороті (Sphaeropteris excelsa), найвищі деревоподібні папороті світу, які можуть виростати до 20 м заввишки, та багато інших ендеміків. Однак на решті острова місцева флора і фауна була спустошена. У деяких районах інвазивні бур'яни витіснили місцеву флору — до 1960-х років на острові Норфолк зустрічалося 244 види інтродукованих рослин порівняно зі 174 місцевими видами. Популяціі ендемічних видів птахів стрімка скоротилися, а багато з них повністю вимерли. Колись норфолцьких какарікі (Cyanoramphus cookii) було так багато, що каторжникам доводилося палицями відбивати папуг від своїх посівів, але до 1983 року їх популяція скоротилася лише до 16 особин.
Острови Непін та Філліп ще більше постраждали від інтродукованих видів. Філліп колись був вкритий пишними субтропічними лісами, але він був майже повністю оголений завезеними козами, свинями та кроликами. До середини 1980-х років, коли ці види були остаточно знищені, єдиними рослинами, що залишилися на острові, були бур'яни та поодинокі норфолцькі гібіски (Lagunaria patersonia). Більша частина верхнього шару ґрунту розмилася, а прісноводні струмки пересохли. Острів був включений до складу Національного парку острова Норфолк, і наразі на ньому тривають реставраційні роботи. На острові Непін спостерігалися подібні проблеми з кроликами: майже вся трав'яниста рослинність була з'їдена, а всі норфолцькі араукарії (Araucaria heterophylla) загинули.
Оцінка 2017 року показала, що 13 км², або 34 % екорегіону, є заповідними територіями. Основною природоохоронною територєю екорегіону є Національний парк острова Норфолк.